# Hwarang (serie de televisión)
Hwarang (en hangul, 화랑; en hanja, 花郞; romanización revisada, Hwarang) fue una serie de televisión histórica surcoreana transmitida por KBS 2TV desde el 19 de diciembre de 2016 hasta el 21 de febrero de 2017. Tuvo como protagonistas a Park Seo Joon, Go Ara y Park Hyung Sik.

## Argumento
Jiso ha dirigido el reino de Silla como regente desde el asesinato de su esposo, manteniendo a su hijo Park Hyung-sik escondido fuera de la capital Seorabeol, donde está seguro de enemigos y asesinos. Cuando Sammaekjong cumple la mayoría de edad; los nobles, ciudadanos, oficiales y él mismo se han impacientado para que Jiso ceda el trono. Sin embargo, los poderosos nobles que intentaron usurpar el poder del reino, continúan observando el trono y Jiso le teme a las consecuencias de cederlo.
En orden de quitarle el poder a los nobles, los cuales crecieron acostumbrados a sus privilegios debido al golpum, Jiso planea crear una nueva élite, los "Hwarang", que se alzarían sobre las facciones de poder existentes, y para vincularlos con Sammaekjong y el trono. A medida que esta nueva élite de jóvenes se unen y crecen, ellos no saben que en sus filas se encuentra su futuro rey, Sammaekjong, y Kim Sun Woo, un plebeyo que guarda un secreto el cual ni siquiera él sabe.

## Reparto

### Personajes principales
- Park Seo Joon como Moo Myung / Kim Sun Woo / Perro-Pájaro[9]

Un joven de clase baja, quien alza su clase social luego de convertirse en un legendario guerrero hwarang. Asume la identidad de su mejor amigo, Kim Sun Woo, el hermano biológico de Ah Ro, luego de que fuera asesinado por los hombres de la reina Jiso.
- Go Ara como Kim Ah Ro[10]

Una "mestiza" (término despectivo para los descendientes de aristócratas (jin-gol) de clase baja) de una personalidad alegra y honrada. Hace varios trabajos de medio tiempo para ayudar a su familia; particularmente como médico para los hwarang. Hace amigos fácilmente.
- Park Hyung Sik como Sammaekjong / Kim Ji Dwi

Un joven y desconfiado rey el cual se convierte secretamente en un guerrero hwarang, ganando poder y habilidades de liderazgo en el proceso. Posee gran cantidad de apodos. Se une a los hwarang con la identidad de Kim "Ji Dwi", un "sobrino" falso de Kim Wi Hwa.

### Personajes secundarios

#### Hwarang
| - Sung Dong-il como Señor Kim Wi Hwa. Fundador, además de primer Jefe (pungwolju) de los hwarang. Asesor secreto de Ji Dwi. - Choi Min Ho (Integrante de SHINee) como Kim Soo Ho: Un aristócrata nacido en una familia de riqueza y privilegios. Apasionado y caballeroso, es visto como un playboy desvergonzado pero es devoto al amor. Es el hermano sobreprotector de Kim Soo Yeon. - Do Ji-han como Park Ban Ryu. Habiendo aprendido política desde pequeño (enseñada por sus dos padres), es un chico de sangre fría, competitivo y siempre buscando más poder. - Kim Tae-hyung (Integrante de BTS) como Seok Han Sung: El hwarang más joven, es brillante e inocente. El último "jin-gol verdadero" de su wolseong. Prefiere más a su medio hermano, Seok Dan Sae, que a su abuelo. - Cho Yoon-woo como Kim Yeo-wool. Un hombre el cual "tiene un encanto hacia los dos géneros y le gusta la moda más que a la mayoría de las mujeres", pero es extremadamente pensativo y cuidadoso. Por lo tanto, atractivo y misterioso, posee una lengua afilada. Su madre es la hermana del anterior rey mientras que la identidad de su padre es un misterio. | - Kim Jin Tae como Jang Hyun. Parte de la camarilla de Soo Ho. - Jeon Bum Soo como Shin. Parte de la camarilla de Ban Ryu. - Jung Young Hoon como Ki Bo. Parte de la camarilla de Ban Ryu. - Park Ki Hoon como Ju Ki. - Lee Do Hoon - Kim Hyung-jun como Seok Dan-sae. Parte de la camarilla de Soo Ho, tiene 22 años. Es el medio hermano mayor de Han Sung, el cual no tiene ningún poder debido a su estado de "mestizo". Asignado como aprendiz de Sun Woo. - Yoo Jae-myung como Pa-oh. El guardaespaldas personal de Sammaekjong, de quien se preocupa como si fuera su padre. También es el aprendiz asignado de Ji Dwi. - Jang Se Hyun como Kang Sung. Parte de la camarilla de Ban Ryu. Originalmente rechazado por los hwarang, es reclutado por Park Yeong Shil para quebrantar a los mismos hwarang. Asignado como el aprendiz de Ban Ryu. |

#### Familia Real
- Kim Ji-soo como la Reina Madre Ji-so
- Seo Ye-ji como la Princesa Sook-myung

#### Ciudadanos de la capital real
- Choi Won-young como Lord Kim Ahn-ji
- Kim Kwang-kyu como Pi Joo-ki

#### Ministros de Silla
- Kim Chang-wan como Park Young-shil

#### Gente Makmangchon
- Kim Won-hae como Woo Reuk (Ep. 1-3, 6, 8-10)
- Lee Kwang-soo como Mak-moon / Kim Sun-woo (Ep. 1-2)

### Otros personajes
- Lee Kyu-hyung como Do-go

### Apariciones especiales
- Kim Min-joon como el Príncipe Heredero Chang (luego Wideok de Baekje) (Ep. 14-15).

## Emisión internacional
- Filipinas: ABS-CBN (2017-2018).
- Malasia: 8TV (2017).
- Rumania: National TV (2017).
- Taiwán: Videoland Drama (2017).
- Perú: Willax (Próximamente).
- México: Canal 28 Nuevo León (1° agosto 2022)